# EA Sports
EA Sports es una división de la empresa estadounidense EA que desarrolla y distribuye videojuegos de deportes.
Inicialmente Electronic Arts utilizó el nombre de "EA Sports Network" (EASN) como una estrategia para imitar las redes de deportes de la vida real, con fotos y apoyo de comentaristas reales como Ron Barr y John Madden. Sin embargo, pronto creció para volverse una sub-etiqueta, lanzando juegos como FIFA, FIFA Manager y Madden NFL.
Durante varios años después de la creación de la marca, todos los juegos de EA Sports comenzaban con un video estilizado de cinco segundos que presentaba la marca con Andrew Anthony expresando su lema, "E A sports the end game", lo que significa que sus juegos tenían como objetivo simular los deportes reales de la mejor manera.

## Franquicias de videojuegos
Videojuegos de EA Sports:
- FIFA Manager
- FIFA World Cup
- FIFA Street
- Madden NFL
- NBA Live
- NHL
- NASCAR
- MVP Baseball
- Tiger Woods PGA Tour
- SSX On Tour
- NCAA
- Fight Night Champion
- Skate
- UFC
- Real Racing
- Burnout
- FaceBreaker
- AFL
- F1
- EA Sports FC